# Ісмаель Буйо
Ісмае́ль Буйо́ (фр. Ismaël Boulliau; нар. 28 вересня 1605 року, Луден, Франція — пом. 25 листопада 1694 року Париж, там же) — французький астроном. Свої праці він підписував прізвищем Булліа́льд (фр. Bullialdus).
Ісаак Ньютон в III книзі «Математичні початки натуральної філософії» спирається на вимірювання величин планетних орбіт, визначені зі спостережень Кеплером і Буйо. У листі до Едмонда Галлея він згадав Буйо як одного зі своїх попередників у справі відкриття закону зворотних квадратів.

## Біографія
Буйо народився в родині заможного гугенота-нотаріуса, великого любителя астрономії. У віці 21 рік звернувся в католицьку віру, через 5 років став священиком. Деякий час працював королівським бібліотекарем, роз'їжджав по різних країнах, скуповував книжки. Одночасно вивчав наукові праці Коперника, Галілея і Кеплера, став переконаним прихильником геліоцентричної системи світу. За допомогою Мерсенна, тодішнього координатора наукового життя Європи, Буйо близько познайомився з Гюйгенсом, Гассенді, Паскалем та іншими видатними вченими того часу.
1657 року деякий час займав пост секретаря французького посла в Нідерландах, потім повернувся до роботи бібліотекаря. Останні п'ять років життя служив абатом в абатстві Сен-Віктор (Париж).

## Наукова діяльність
1633 року, після суду над Галілеєм, Буйо призупинив видання своєї астрономічного праці «Філолай», написаної з геліоцентричних позицій. 1639 року він опублікував цю книгу в Нідерландах без вказівки імені автора.
Головна астрономічна праця Буйо — «Астрономія Філолая» (фр. Astronomia philolaica, 1645). У ній він не тільки підтримав перший закон Кеплера, згідно з яким планети рухаються по еліпсах, але й вказав можливий механізм забезпечення такого руху: загальна сила тяжіння, обернено пропорційна квадрату відстані. Буйо, втім, висловився обережно і не стверджував з упевненістю, що така сила дійсно існує.
Вів спостереження змінних зір, першим встановив період змін блиску Міри в 11 місяців (1667). Перекладав астрономічні твори Теона Смирнського, Птолемея. Займався також дослідженнями в галузі математики, оптики та філології.

## Пам'ять
На честь вченого названо кратер на Місяці.

## Праці
- De natura lucis (1638)
- Philolaus (1639)

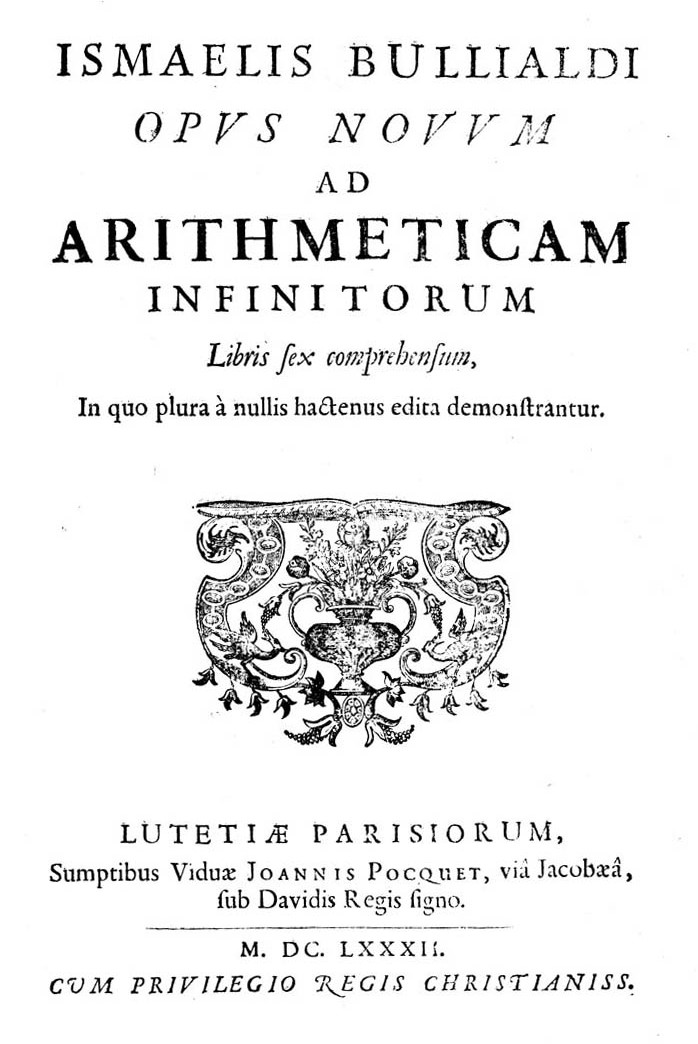
Opus novum ad arithmeticam infinitorum libris sex comprehensum, 1682

- Expositio rerum mathematicarum ad legendum Platonem utilium, переклад книги Теона Смирнського (1644)
- Astronomia philolaica (1645)
- De lineis spiralibus (1657)
- Ad astronomos monita duo (1667)
- Opus novum ad arithmeticam infinitorum (1682)